# Área metropolitana de Chicago
El área metropolitana de Chicago, o Chicagolandia, es el área metropolitana asociada con la ciudad de Chicago, Illinois en los Estados Unidos y sus suburbios. El área metropolitana puede ser definida de varias maneras, y las dos más comunes son el área bajo la jurisdicción de la organización metropolitana de planeamiento Agencia Metropolitana de Planeamiento de Chicago (CMAP), y el área definida por el Oficina de Administración y Presupuesto (OMB) denominada área estadística metropolitana de Chicago-Joliet-Naperville, IL-IN-WI MSA.

## Definiciones

### Agencia metropolitana de planeamiento de Chicago
La Agencia Metropolitana de Planeamiento de Chicago (en inglés, Chicago Metropolitan Agency for Planning) o CMAP, es la encargada en la infraestructura de transporte, el uso de terrenos, y de desarrollos económicos a largo plazo en zonas bajo su jurisdicción. El área tiene una población de más de 10 millones de habitantes, y abarca:
- Condado de Cook
- Condado de DuPage
- Condado de Kane
- Condado de Kendall
- Condado de Lake
- Condado de McHenry
- Condado de Will

### Área estadística metropolitana
El área metropolitana de Chicago (MSA) fue originalmente designada por la Oficina del Censo de los Estados Unidos en 1950. Consistía en los condados de Illinois de Cook, DuPage, Kane, Lake y Will junto con el condado de Lake en Indiana. Con el tiempo los condados adyacentes fueron incrementando la población que trabaja en el condado de Cook, por lo que estos calificaron con los criterios del censo para ser agregados al área metropolitana. En la actualidad, el área metropolitana de Chicago, definida por la Oficina del Censo como Chicago-Naperville-Joliet, IL-IN-WI MSA, es la tercera área metropolitana más poblada de los Estados Unidos con 9.461.405 habitantes.
Se encuentra subdividida en la división metropolitana de Chicago-Naperville-Joliet, IL (Chicago-Naperville-Joliet, IL Metropolitan Division); la división metropolitana de Gary, IN (Gary, IN Metropolitan Division); y la división metropolitana del Condado de Lake-Condado de Kenosha, IL-WI (Lake County-Kenosha County, IL-WI Metropolitan Division).
Cada una de estas se encuentra formada por los siguientes condados, junto con su población según los resultados del censo 2010:
| - División metropolitana de Chicago-Naperville-Joliet, IL (11.848.069 habitantes) - Condado de Cook (6.344.493 habitantes) - Condado de DeKalb (256.695habitantes) - Condado de DuPage (1.560.695 habitantes) - Condado de Grundy (230.391 habitantes) - Condado de Kane (1.110.000 habitantes) - Condado de Kendall (411.195 habitantes) - Condado de McHenry (916.600 habitantes) - Condado de Will (1.018.000 habitantes) | - División metropolitana de Gary, IN (1.250.887 habitantes) - Condado de Jasper (IN) (78.897habitantes) - Condado de Lake (IN) (780.897habitantes) - Condado de Newton (IN) (50.600 habitantes) - Condado de Porter (IN) (340.493habitantes) - División metropolitana del condado de Lake-Condado de Kenosha, IL-WI (1.240.493 habitantes) - Condado de Lake (IL) (940.493 habitantes) - Condado de Kenosha (WI) (300.000 habitantes) |

### Área estadística metropolitana combinada
El área metropolitana de Chicago MSA es parte del área estadística metropolitana combinada de Chicago-Naperville-Michigan City, IL-IN-WI CSA junto con el área estadística metropolitana de Kankakee-Bradley, IL MSA, y el área estadística metropolitana de Míchigan City-La Porte, IN MSA; totalizando 9.686.021 habitantes en un superficie de 28.116,9 km².
| - Área estadística metropolitana de Kankakee-Bradley, IL MSA - Condado de Kankakee (211.896 habitantes) | - Área estadística metropolitana de Míchigan City-La Porte, IN MSA - Condado de La Porte (199.870 habitantes) |

### Chicagolandia

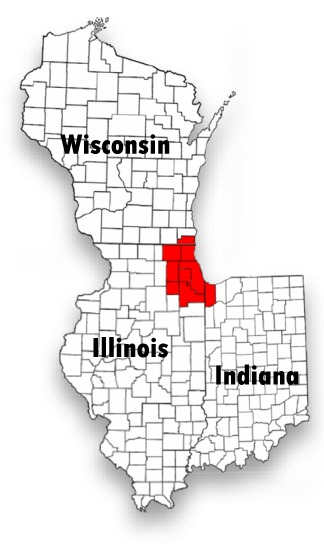
Los condados habitualmente incluidos como parte de Chicagoland.

Chicagolandia es el nombre informal utilizado para denominar un área metropolitana no delimitada oficialmente, que puede ser mayor que el área MSA e incluiría también partes del área CSA.
Robert R. McCormick, director y editor del Chicago Tribune, por lo general se lleva el crédito de ser quien primero utilizó el término para referirse a una región que también incluye partes de Iowa y Míchigan. Se usó por primera vez el 27 de julio de 1926, con el siguiente titular: "Santuarios de Chicago: Un viaje de descubrimientos" nota del reportero James O'Donnell Bennett. La región descripta en la nota periodística abarcaba un radio de 320 km en todas las direcciones e informó acerca de muchos lugares diferentes en la zona. El Chicago Tribune fue el periódico dominante en una vasta área que se extendía al oeste de la ciudad, estrechamente vinculada a la metrópoli por las líneas de ferrocarril y los lazos comerciales.
Hoy en día, el área que el Chicago Tribune denomina como Chicagolandia incluye la ciudad de Chicago, el resto del condado de Cook, ocho cercanos condados de Illinois (Lake, McHenry, DuPage, Kane, Kendall, Grundy, Will y Kankakee), y dos condados de Indiana (Lake y Porter). El Departamento de Turismo de Illinois utiliza el término para definir solo a los suburbios ubicados en Cook, Lake, DuPage, Kane y Will, no incluyendo a la ciudad propiamente dicha. Según la Cámara de Comercio de Chicago, comprende los condados de Cook y DuPage, Kane, Lake, McHenry y Will. Sin embargo, hay diferentes puntos de vista, algunos de los cuales son en su mayoría los utilizados popularmente. Por ejemplo, muchos residentes que viven en los condados más lejanos aún se refieren a sí mismos como "de Chicago" o "chicagüenses". Hasta hace poco, el condado de DeKalb no se consideró parte de la región, pero a medida que ésta continuo creciendo, ahora se define comúnmente como la "medida de los suburbios" de la ciudad. Además, empresas de marketing y otras compañías utilizan el término para referirse a " Chicago y sus alrededores" y "Chicago y el Noroeste de Indiana". La Asociación de Comerciantes de Automóbiles de Chicago dirige sus campañas de publicidad al área MSA, así como a los condados de Winnebago, Boone, y Ogle en Illinois, Jasper y Newton en Indiana, y Kenosha, Racine y Walworth en Wisconsin. La región es parte de la megalópolis de los Grandes Lagos con una población estimada en 54 millones de personas.

## Demografía
Los suburbios, ubicados en sobre un relieve plano, se han expandido a un ritmo vertiginoso desde la década de 1960. Aurora, Elgin, Joliet y Naperville son dignos de mención por ser los únicos cuatro boomburbs ubicados fuera del Cinturón del Sol, la costa oeste de los Estados Unidos y los estados de Montaña. El condado de Kendall fue clasificado como el condado con más de 10 000 habitantes con el rápido crecimiento de los Estados Unidos entre los años 2000 y 2007.
Los patrones de asentamiento en el área metropolitana de Chicago tienden a seguir los de la ciudad propiamente dicha: los suburbios del norte a lo largo de la orilla del lago Míchigan son relativamente ricos, mientras que los suburbios del sur (a veces conocido como Chicago Southland) no lo son tanto, con menores ingresos medios y un menor costo de vida. Sin embargo, hay una excepción importante a esta. Mientras lado oeste de Chicago es el más pobre de la ciudad, los suburbios del oeste y noroeste de contener muchas zonas ricas. Según el Censo 2000, condado de DuPage tuvo el mayor ingreso familiar promedio de todos los condados en el medio oeste de Estados Unidos.
Según el censo de 2000, los condados más con mayores tasas de pobreza son los siguientes: McHenry 3,70 %, Dupage 5,9 %, Will 6,7 %, Lake 6,9 %, Kane 7,4 %, y Cook 14,5 %.
En un análisis histórico en profundidad, Keating (2004, 2005) se estudiaron los orígenes de 233 asentamientos que en 1900 se habían convertido en suburbios o barrios del área metropolitana de Chicago. Los asentamientos comenzaron como centros de explotación (41%), ciudades industriales (30%), suburbios residenciales del ferrocarril (15%), y de recreación y centros institucionales (13%). Aunque las relaciones entre los tipos de solución diferentes, a veces polémico, también es la cooperación en las empresas, tales como la construcción de las escuelas secundarias.
Evolución de la población del área MSA y CSA de acuerdo a los últimos censos nacionales:
| Área Estadística/Condado                       |     | Censo 2020 | Censo 2010 | Censo 2000 | Censo 1990 | Censo 1980 | Censo 1970 | Censo 1960 | Censo 1950 |
| ---------------------------------------------- | --- | ---------- | ---------- | ---------- | ---------- | ---------- | ---------- | ---------- | ---------- |
| Condado de Cook (Illinois)                     | MSA | 6.344.493  | 5.101.000  | 5.105.067  | 5.253.655  | 5.492.369  | 5.129.725  | 4.508.792  |            |
| Condado de DeKalb (Illinois)                   | MSA | 256.695    | 115.564    | 118.918    | 74.624     | 71.654     | 51.714     | 40.781     |            |
| Condado de DuPage (Illinois)                   | MSA | 1.560.695  | 1.040.000  | 1.089.162  | 658.835    | 491.882    | 313.459    | 154.599    |            |
| Condado de Grundy (Illinois)                   | MSA | 230.391    | 37.535     | 32.337     | 30.582     | 26.535     | 22.350     | 19.217     |            |
| Condado de Kane (Illinois)                     | MSA | 1.110.000  | 780.011    | 745.465    | 278.405    | 251.005    | 208.246    | 150.388    |            |
| Condado de Kendall (Illinois)                  | MSA | 411.195    | 54.544     | 70.000     | 37.202     | 26.374     | 17.540     | 12.115     |            |
| Condado de McHenry (Illinois)                  | MSA | 916.600    | 400.000    | 477.791    | 147.897    | 111.555    | 84.210     | 50.656     |            |
| Condado de Will (Illinois)                     | MSA | 1.018.000  | 708.887    | 701.000    | 324.460    | 249.498    | 191.617    | 134.336    |            |
| Condado de Jasper (Indiana)                    | MSA | 78.897     | 30.043     | 38.897     | 26.138     | 20.429     | 18.842     | 17.031     |            |
| Condado de Lake (Indiana)                      | MSA | 780.897    | 484.564    | 501.160    | 522.965    | 546.253    | 513.269    | 368.152    |            |
| Condado de Newton (Indiana)                    | MSA | 50.600     | 14.566     | 13.551     | 14.844     | 11.606     | 11.502     | 11.006     |            |
| Condado de Porter (Indiana)                    | MSA | 340.493    | 146.798    | 150.500    | 119.816    | 87.114     | 60.279     | 40.076     |            |
| Condado de Lake (Illinois)                     | MSA | 940.493    | 744.491    | 712.261    | 440.372    | 382.638    | 293.656    | 179.097    |            |
| Condado de Kenosha (Wisconsin)                 | MSA | 300.000    | 149.577    | 180.000    | 123.137    | 117.917    | 100.615    | 75.238     |            |
| Chicago-Joliet-Naperville, IL-IN-WI MSA        | MSA | 14.339.449 | 9.808.580  | 9.935.609  | 7.869.542  | 7.612.314  | 6.794.461  | 5.495.364  |            |
| Condado de Kankakee (Illinois)                 | CSA | 160.695    | 115.564    | 110.000    | 102.926    | 97.250     | 92.063     | 73.524     |            |
| Condado de LaPorte (Indiana)                   | CSA | 191.192    | 145.561    | 180.000    | 108.632    | 105.342    | 95.111     | 76.808     |            |
| Chicago-Naperville-Michigan City, IL-IN-WI CSA | CSA | 14.691.336 | 10.069.705 | 10.225.609 | 8.264.490  | 8.089.421  | 7.204.198  | 5.911.816  |            |

Las cifras de población resaltadas en gris indican que el condado no formaba parte del área metropolitana MSA al momento de realizarse el censo respectivo. No se incluyó su población en los totales de la MSA y la CSA.

## Principales ciudades del área metropolitana
| Con más de 1.000.000 de habitantes - Chicago, Illinois (5.986.791 habitantes en 2013) Con más de 100.000 de habitantes - Aurora, Illinois - Elgin, Illinois - Joliet, Illinois - Naperville, Illinois | Con más de 60.000 de habitantes - Arlington Heights, Illinois - Bolingbrook, Illinois - Cicero, Illinois - Evanston, Illinois - Gary, Indiana - Hammond, Indiana | - Kenosha, Wisconsin - Palatine, Illinois - Schaumburg, Illinois - Skokie, Illinois - Waukegan, Illinois - Chicago Heights, Illinois |

Vista de la región metropolitana de Chicago y la densidad edilicia de su centro desde la Torre Sears.